# Lekanesphaera weilli
Lekanesphaera weilli is een pissebed uit de familie Sphaeromatidae. De wetenschappelijke naam van de soort is voor het eerst geldig gepubliceerd in 1967 door Elkaïm.